# ATP Challenger St. Ulrich in Gröden
Das ATP Challenger St. Ulrich in Gröden (offizieller Name: Sparkasse Challenger) war ein zwischen 2010 und 2023 jährlich stattfindendes Tennisturnier in St. Ulrich in Gröden. Es war Teil der ATP Challenger Tour und wurde in der Halle auf Teppich ausgetragen. Andreas Seppi ist mit zwei Siegen im Einzel Rekordsieger des Turniers.

## Liste der Sieger

### Einzel
| Jahr | Sieger             | Finalgegner           | Ergebnis         |
| ---- | ------------------ | --------------------- | ---------------- |
| 2023 | Lukáš Klein        | Maks Kaśnikowski      | 6:74, 7:64, 7:66 |
| 2022 | Borna Gojo         | Lukáš Klein           | 7:64, 6:3        |
| 2021 | Oscar Otte         | Maxime Cressy         | 7:65, 6:4        |
| 2020 | Ilja Iwaschka      | Antoine Hoang         | 6:4, 3:6, 7:63   |
| 2019 | Jannik Sinner      | Sebastian Ofner       | 6:2, 6:4         |
| 2018 | Ugo Humbert        | Pierre-Hugues Herbert | 6:4, 6:2         |
| 2017 | Lorenzo Sonego     | Tim Pütz              | 6:4, 6:4         |
| 2016 | Stefano Napolitano | Alessandro Giannessi  | 6:4, 6:1         |
| 2015 | Ričardas Berankis  | Rajeev Ram            | 7:63, 6:4        |
| 2014 | Andreas Seppi (2)  | Matthias Bachinger    | 6:4, 6:3         |
| 2013 | Andreas Seppi (1)  | Simon Greul           | 7:64, 6:2        |
| 2012 | Benjamin Becker    | Andreas Seppi         | 6:1, 6:4         |
| 2011 | Rajeev Ram         | Jan Hernych           | 7:5, 3:6, 7:66   |
| 2010 | Michał Przysiężny  | Lukáš Lacko           | 6:3, 7:5         |

### Doppel
| Jahr | Sieger                                 | Finalgegner                           | Ergebnis           |
| ---- | -------------------------------------- | ------------------------------------- | ------------------ |
| 2023 | Andrew Paulson Patrik Rikl             | Maximilian Neuchrist Jakub Paul       | 4:6, 7:67, [11:9]  |
| 2022 | Denis Istomin Jewgeni Karlowski        | Marco Bortolotti Sergio Martos Gornés | 6:3, 7:5           |
| 2021 | Antonio Šančić (3) Sam Weissborn (2)   | Alexander Erler Lucas Miedler         | 7:68, 4:6, [10:8]  |
| 2020 | Andre Begemann Albano Olivetti (2)     | Ivan Sabanov Matej Sabanov            | 6:3, 6:2           |
| 2019 | Nikola Čačić Antonio Šančić (2)        | Sander Arends David Pel               | 6:75, 7:63, [10:7] |
| 2018 | Sander Gillé Joran Vliegen             | Purav Raja Antonio Šančić             | 3:6, 6:3, [10:3]   |
| 2017 | Sander Arends Antonio Šančić (1)       | Jeremy Jahn Edan Leshem               | 6:2, 5:7, [13:11]  |
| 2016 | Kevin Krawietz Albano Olivetti (1)     | Frank Dancevic Marko Tepavac          | 6:4, 6:4           |
| 2015 | Maximilian Neuchrist Sam Weissborn (1) | Nikola Mektić Antonio Šančić          | 7:67, 6:3          |
| 2014 | Sjarhej Betau Aljaksandr Bury          | James Cluskey Austin Krajicek         | 6:4, 5:7, [10:6]   |
| 2013 | Christopher Kas Tim Pütz               | Benjamin Becker Daniele Bracciali     | 6:2, 7:5           |
| 2012 | Karol Beck Rik De Voest                | Rameez Junaid Michael Kohlmann        | 6:3, 6:4           |
| 2011 | Dustin Brown Lovro Zovko               | Philipp Petzschner Alexander Waske    | 6:4, 7:64          |
| 2010 | Michail Jelgin Alexander Kudrjawzew    | Tomasz Bednarek Michał Przysiężny     | 3:6, 6:3, [10:3]   |